# A Bigger Bang Tour
El A Bigger Bang Tour fue una gira mundial de conciertos que The Rolling Stones realizó entre agosto de 2005 y agosto de 2007 para promocionar el álbum A Bigger Bang. Este fue uno de los shows más exitosos de la banda, con una ganancia bruta de $558.255.524.

## Historia

### Inicio
En mayo de 2005, los Stones planearon una conferencia de prensa donde anunciaron el inicio de una nueva gira, la cual tendría como fecha inicial el 21 de agosto. Para anunciar la gira los Stones realizaron un mini concierto en la Academia Juilliard de Nueva York. El A Bigger Bang Tour iniciaría su recorrido por los Estados Unidos y Canadá, para continuar posteriormente en Sudamérica, Asia y Europa. Mick Jagger le dijo a los periodistas que esta no era necesariamente su última gira.
Todos los ensayos del tour tuvieron lugar en Toronto, Canadá - en una escuela privada y para un ensayo completo a nivel de escenario, los Stones ocuparon el hangar del Pearson International Airport.
Como es la tradición, el tour comenzó su gira con un show sorpresa en el Phoenix Concert Theatre de Toronto el 10 de agosto con una audiencia de 1000 personas, que pagaron unos $10.
La gira tuvo su inicio oficial el 21 de agosto de 2005 con dos espectáculos en el histórico Fenway Park de Boston. El gran escenario que la banda ocupó dejó daños en el césped del estadio, el cual medía unos 4000 m², tuvo que ser llevado para repararlo, y un juego de béisbol posterior celebrado en el parque tres días más tarde debió ser retrasado una hora para poder finalizar las reparaciones.
Desde entonces, el tour continuó con 59 shows en América y 6 en Asia. Los Stones completaron el tour con una manga en Oceanía, el cual cubrió Australia y Nueva Zelanda. Pero el 6 de octubre de 2005 en Charlotte debibo una amenaza de bomba en el concierto que debieron a hacer un descanso y donde acaban de cantar de Sweet Virginia.
Michael Cohl, productor de la gira, anunció que el A Bigger Bang Tour logró un récord de 162 millones de dólares desde el show del Fenway Park en Boston. Esto rompe el récord anterior de Norteamérica, el cual estaba en manos del Voodoo Lounge Tour de 1994, donde las ganancias se aproximan a los 120 millones de dólares. En términos de ingresos, esta fue la gira más exitosa y la más largas, secundada por el Bridges to Babylon Tour de 1997.
El 1 de febrero de 2006, los Stones hicieron su primer concierto en la Arena de Baltimore desde 1969, posiblemente el segundo escenario más pequeño de toda la gira. Uno de sus shows más íntimos, salvo la sorpresa del Phoenix en Toronto, fue en el Radio City Music Hall el 14 de marzo de 2006 en un concierto privado para los fanes de la Fundación Robin Hood. Hasta la fecha, este concierto a beneficio es el único show que han realizado en ese lugar.
Durante la manga estadounidense del tour, el 5 de febrero de 2006 los Stones interpretaron «Start Me Up», «Rough Justice» y «(I Can't Get No) Satisfaction» para el show de medio tiempo del Super Bowl XL en Detroit. Antes de cantar «Satisfaction» Jagger hizo una observación sobre su longevidad: "Esto nos podría haber pasado en el Super Bowl I". A Jagger se le pidió que cortara en 2 ocasiones la sexualmente sugestiva letra, en dichas oportunidades se bajó el volumen del micrófono. Los Stones ya habían tomado parte en las promociones durante la temporada del NFL, usando audios de A Bigger Bang y una filmación de su tour promocional

### Espectáculos en Brasil y China
Un notable show se realizó la noche del 18 de febrero de 2006, cuando los Rolling Stones hicieron un concierto en la Playa de Copacabana en Río de Janeiro, Brasil. El concierto gratuito fue transmitido por televisión y rompió varios récords como el mayor concierto de rock de todos los tiempos. Se informó de 2 millones de personas en la playa y su consecuente desplazamiento por las calles. Por las condiciones de seguridad, un túnel fue construido para cruzar a la banda desde el escenario al hotel. Tres días después del monstruoso evento, U2 hizo un show en São Paulo, y claramente afectado por la gran noche, terminó su concierto con las palabras "I can't get no, satisfaction!". Aunque el Libro Guinness de los récords señala que el concierto más grande realizado en aquel lugar fue el de Rod Stewart en el año 1994 con 3,5 millones de personas, pero estas no solo asistían para ver su show, sino que también iban a ver los fuegos artificiales y las celebraciones de fin de año en Copacabana, por lo tanto, los Rolling Stones pueden llevar el título de hacer el mayor concierto de rock de todos los tiempos, ya que la multitud iba exclusivamente a ver su show. Este espectáculo fue grabado para su exposición en las pantallas de cine digital en todo Estados Unidos a través de Regal Cinemas y escuchado en vivo por XM Radio. Además, el espectáculo fue mostrado en vivo en AOL Music en colaboración con Network Live.
El 8 de abril los Stones llegan por primera vez a la República Popular de China (en el año 2003, para el Licks Tour, planificaron una escala en China, pero esta se suspendió por la epidemia de SARS que azotaba el lugar). Las autoridades chinas exigían que el grupo no tocara «Brown Sugar», «Honky Tonk Women», «Beast of Burden», y «Let's Spend the Night Together», ya que las consideraba "muy sugerentes".

### Accidente de Keith Richards

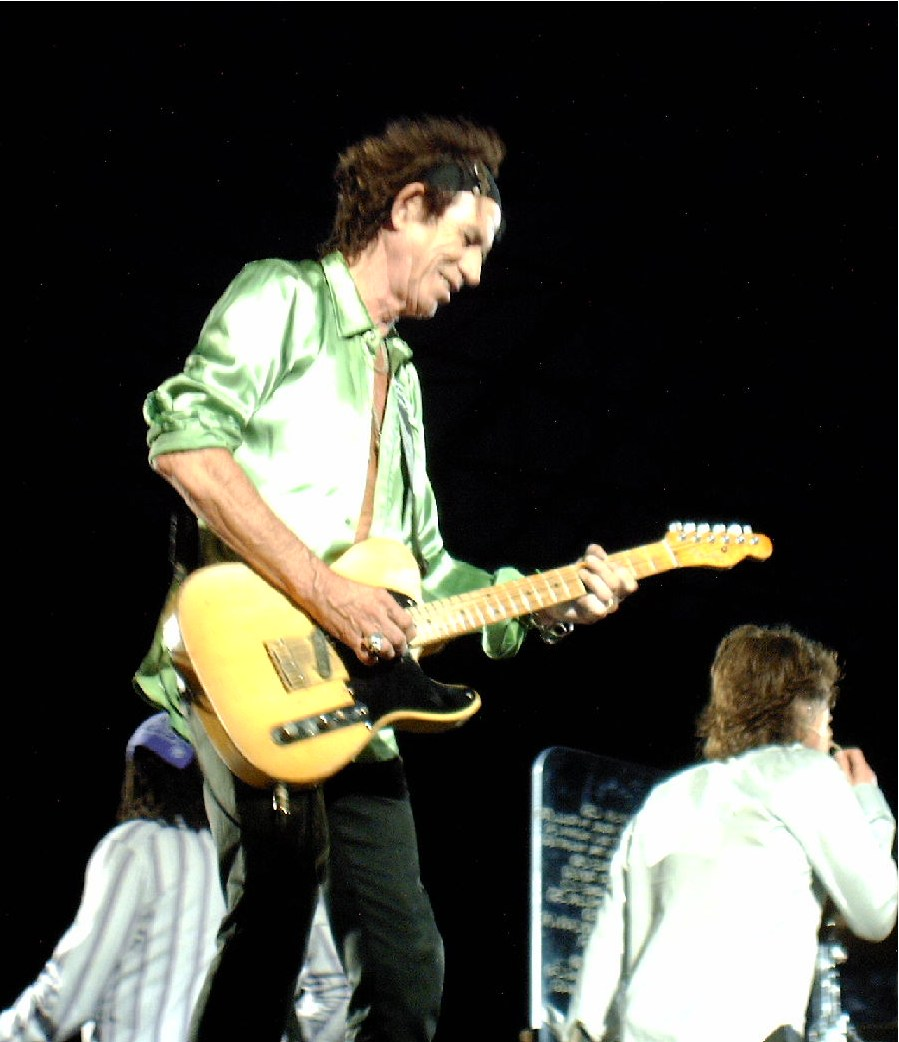
Keith Richards en Hannover, 2006.

Después del show del 18 de abril de 2006 en Wellington, Nueva Zelanda, los Rolling Stones tuvieron un mes de descanso antes de iniciar el tramo europeo de su A Bigger Bang Tour. Mick Jagger se mantuvo en Nueva Zelanda para rodar un cameo en el sitcom The Knights Of Prosperity, mientras que Keith Richards y Ron Wood van a Fiyi durante dos semanas con sus esposas. Durante estas vacaciones, Richards sufre una caída al tratar de obtener un coco de un cocotero. Después de sufrir la contusión fue trasladado al Ascot Private Hospital en Auckland, Nueva Zelanda, para mantenerse en observación. Aunque los informes sostenían que Richards salió de alta dos días después, pronto se confirmó por el hospital que fue sometido a una cirugía cerebral el 5 de mayo de 2006 para aliviar un coágulo de sangre que se había concentrado detrás de su cráneo. Richards y su esposa Patti se reunieron con sus hijas y el 9 de mayo The Rolling Stones anunció que el European Tour se aplazaba por un mes. La BBC informó que el 11 de mayo Richards abandonó el hospital, agradeció profundamente al personal por su atención, y después viajó con rumbo desconocido. Muchas cosas con respecto a su enfermedad y tratamiento aún son poco claras, incluso se dice que Richards realmente sufrió una caída desde un jet ski.
El 15 de mayo el periódico inglés The Independent decía que el accidente significó la suspensión de 6 shows por Europa, con una pérdida estimada de 1 millón de libras por cada show. El New Zealand Herald citó a una fuente anónima, la cual informó que el guitarrista había sido operado 11 días antes, el 28 de abril, para detener la hemorragia en su cráneo, y que el personal médico temía por su vida. En una declaración citada por la Britain's domestic Press Association, un portavoz negó las informaciones que hablaban de una segunda operación, la declaración dice: "La primera y única operación fue realizada el lunes 8 de mayo, y el éxito fue del 100%. No hubo daño cerebral. Sigue su mejoría como se esperaba".

### Continuación de la gira
El A Bigger Bang Tour reinicia su rumbo con un show en el Stadio Giuseppe Meazza de Milán, Italia, con Richards completamente recuperado. Cuatro de las primeras quince fechas se reprogramaron para más adelante, con el resto de las fechas que tienen lugar en el verano del 2007. Así como las primeras quince fechas, dos fechas más se aplazaron debido a la laringitis de Mick Jagger.
Un show fue cancelado en Dublín debido a complicaciones con el promotor. Por retrasos en la construcción, los dos shows del Wembley Stadium fueron trasladados al Twickenham Stadium de Londres. Para promover este tramo europeo, los Stones lanzaron el nuevo track «Biggest Mistake» del álbum A Bigger Bang.
En octubre de 2006, unos comerciales de televisión aparecieron para promocionar el A Bigger Bang Tour, en conjunto con el proveedor de electrónica Radio Shack.
El viernes 24 de noviembre se informa que el A Bigger Bang Tour se ha convertido en el de mayor ganancias brutas. Se estima unos $437 millones de dólares obtenidos por la banda, que recorrió desde noviembre de 2005 hasta noviembre de 2006. Esto sobrepasa a U2 ahora está en el segundo lugar, con una ganancia estimada en $377 millones de dólares para el exitoso Vertigo Tour. Los Stones también tienen el récord de tercer y cuarto puesto con el Voodoo Lounge Tour y el Bridges to Babylon Tour. Se informó que los Stones realizarían aproximadamente 20 shows en Europa el 2007 para compensar las fechas previamente canceladas. Así, el A Bigger Bang Tour superaría los $500 millones de dólares.
El 22 de marzo, Mick Jagger anunció que un nuevo 4-DVD box set (al igual que el anterior Four Flicks) llamado The Biggest Bang, que sería lanzado en junio, al mismo tiempo que el anuncio de confirmación de las fechas en Europa. Es posible que tenga imágenes del show de la playa Copacabana en Río de Janeiro, el show del Zilker Park en Austin, y 2 shows en el Beacon Theatre en la ciudad de Nueva York (que se filmó para una película) o posiblemente otro show hecho en alguna arena.

### Última fecha
A mediados de agosto, varios medios anunciaron el que sería su último show del tour, en Londres el 26 de agosto, sería el último concierto de los Stones, para no tocar nunca más en vivo. En menos de una semana, Ron Wood declaró en el periódico The Sun que la banda no tiene planes para dejar de fumar y Mick Jagger también dijo "Estoy seguro que los Rolling Stones harán más cosas y más grabaciones y más giras".
El logo oficial de la gira es el Chippy Tongue - un explosivo rediseño de la Lengua tradicional de los Stones.

## El show

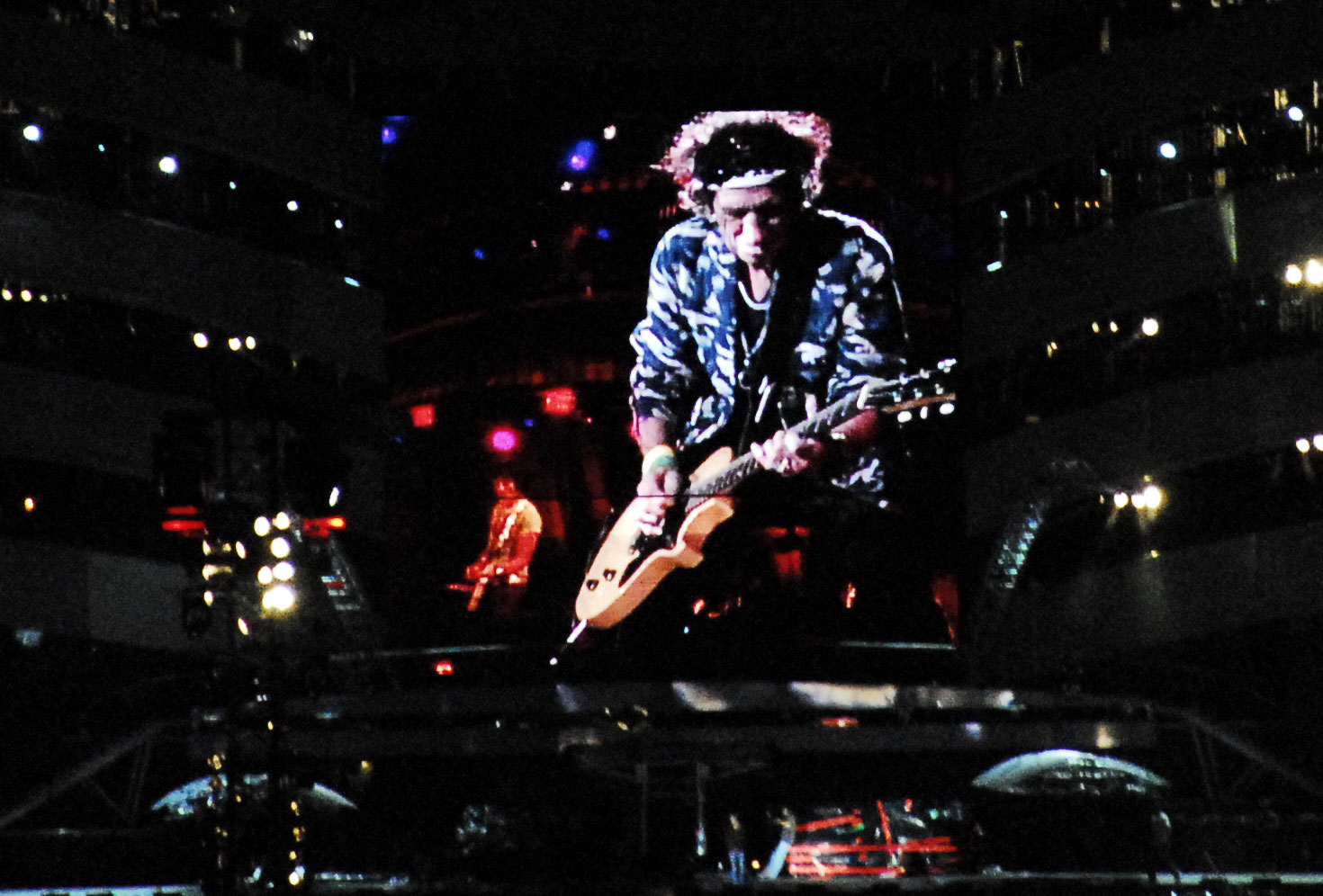
Pantalla gigante que muestra al guitarrista Keith Richards durante un show en Austin, Texas el año 2006.

En Norteamérica se dispuso cinco opciones diferentes de tickets: Gold Seating $100, Diamond Seating $350, Premium Seating $175, General Admission $100 y Side Seating $50. En el Reino Unido, los niveles de precios fueron de £ 40, £ 60, £ 90, £ 150 y £ 340. Cientos de boletos no vendidos en Inglaterra se conservaron para otros shows, como el del Hampden Park, Glasgow, aunque el show en The Millennium Stadium en Cardiff se vendió completo.
Así como hay asientos para el público en general, hubo asientos vip en el sector lateral del escenario, debajo de la banda.
El tour A Bigger Bang consta de una fenomenal construcción y arquitectura, sumado a efectos especiales y luces que acopañaban imágenes de la típica lengua Stone. Hay una enorme 'pista' que se extiende de manera perpendicular al centro del escenario, en la que Mick Jagger con frecuencia camina, salta y baila. Es parte del concepto diseñado por U2 para que los músicos se acerquen más a la audiencia. En la mayoría de los conciertos, un sector del escenario se desacopla, lo que motivó la creación de un escenario B en forma de "isla" al medio del estadio. Los inusuales diseños han sido característicos desde el Rolling Stones Tour of the Americas '75.
La introducción consta de un espectáculo de pirotecnia y gráficos generados por computadora, los cuales muestran un Big Bang. Los rostros de los 4 miembros de la banda aparecen vagamente, apresurando la velocidad de los gráficos que representan los viajes en una ciudad a través de las calles antes de Keith Richards aparezca tocando la canción de apertura (Start Me Up durante el 2005, Jumpin' Jack Flash el 2006 y nuevamente Start Me Up el 2007).
Durante los conciertos, una gran pantalla central muestra imágenes en vivo de los diversos miembros de la banda, Jagger es predominantemente. En ambos lados de la pantalla principal, hay dos tipos de efectos de iluminación que se combinan con los paneles de la pantalla principal para producir efectos visuales en diversos puntos del show. El bajista Darryl Jones y el director musical Chuck Leavell son casi totalmente ignorados en los efectos de vídeo.
En los conciertos de estadios, cuando interpretaban «Sympathy for the Devil», enormes llamas se enviaban al aire sobre el escenario, el calor podía ser detectado inmediatamente a cientos de metros de distancia. Durante la década de 1970, esta canción solo hizo algunas apariciones esporádicas, aunque hay una grabación en vivo de 1977 del Love You Live. Sin embargo, desde el Steel Wheels Tour de 1989, «Sympathy for the Devil» se ha convertido en un pilar y un vehículo para mostrar los efectos más elaborados.

## Músicos
The Rolling Stones
- Mick Jagger
- Keith Richards
- Ron Wood
- Charlie Watts

Músicos Adicionales
- Darryl Jones
- Blondie Chaplin
- Lisa Fischer
- Bobby Keys
- Bernard Fowler
- Tim Ríes
- Chuck Leavell
- Michael Davis
- Kent Smith

## Lista de canciones
La lista de canciones cambia dependiendo el lugar, pero generalmente los shows comenzaban con «Jumpin' Jack Flash», «Start Me Up» o «Paint It, Black», para cerrar con «(I Can't Get No) Satisfaction» o «Brown Sugar». La selección de nuevo material es más frecuente igual que las canciones cantadas por Keith Richards.
En el tour se incluyen viejos hits como «It's Only Rock 'n' Roll», «Honky Tonk Women» y«Brown Sugar», mezclados con nuevas canciones como «Rough Justice», «Infamy», «Rain Fall Down» y «Oh No, Not You Again».
A pesar de que el álbum Rarities 1971-2003 fue lanzado durante el 2005, no figuran ninguna de las grabaciones de ese disco.
El setlist de la última actuación, datada el 26 de agosto de 2007, en el The O2 Arena de Londres, fue el siguiente:
1. «Start Me Up»
2. «You Got Me Rocking»
3. «Rough Justice»
4. «Ain't Too Proud To Beg»
5. «She Was Hot»
6. «You Can't Always Get What You Want»
7. «Can't You Hear Me Knocking»
8. «I'll Go Crazy»
9. «Tumbling Dice»
10. «You Got The Silver»
11. «Wanna Hold You»
12. «Miss You»
13. «It's Only Rock 'n' Roll (But I Like It)»
14. «(I Can't Get No) Satisfaction»
15. «Honky Tonk Women»
16. «Sympathy For The Devil»
17. «Paint It Black»
18. «Jumpin' Jack Flash»
19. «Brown Sugar»

Estas fueron las canciones más tocadas en la gira:
- Jumpin' Jack Flash: 145 veces
- Tumbling Dice: 144 veces
- Start Me Up: 144 veces
- (I Can't Get No) Satisfaction: 144 veces
- Sympathy for the Devil: 143 veces
- Brown Sugar: 143 veces
- Honky Tonk Women: 142 veces
- Rough Justice: 125 veces
- It's Only Rock 'n' Roll (But I Like It): 122 veces
- Miss You: 118 veces
- You Can't Always Get What You Want: 116 veces

## Teloneros
Entre las actuaciones de apertura para los shows de los Stones se cuentan a Toots & The Maytals, Black Eyed Peas, Alice Cooper, Maroon 5, Beck, Pearl Jam, The Smashing Pumpkins, Alanis Morissette, Christina Aguilera, Mötley Crüe, Metallica, Bonnie Raitt, Bleakroom, Alejandra Guzmán, Trey Anastasio, Dave Matthews Band, Living Colour, The Living End, Joss Stone, Nickelback, Buddy Guy, The Charlatans, Feeder, John Mayer Trio, Richie Kotzen, Our Lady Peace y Los Piojos, entre otros.
El artista dominicano Juan Luis Guerra abrió en San Juan, Puerto Rico, siendo el primer artista de merengue que participa como telonero de los Stones. Esta actuación de apertura "obtuvo la mejor recepción, nunca antes vista en un show de los Stones", según lo informado por It's Only Rock and Roll, el Fan Club de The Rolling Stones de Europa.
Para el show de Halifax en Nueva Escocia, Canadá los que participaron en estos shows fueron Sloan, una banda local, el conocido artista de rap Kanye West y Alice Cooper. Black Rebel Motorcycle Club abrió el show de Wichita y Missoula. Three Days Grace abrió los conciertos en Regina. Blue October abrió en Boise, Idaho.
Los dos espectáculos de San Francisco fueron inaugurados por Metallica, que tomaron esto como "un honor" después de 17 años de no actuar en un show como telonero, sobre todo cuando era para los Rolling Stones. Los Stones tomaron este gesto y les concedió 75 minutos en vez de los 45 o 60 minutos. Fueron los únicos dos shows que dio Metallica en 2005.
Se suponía que Guns N' Roses iba a abrir en algunas fechas de Alemania, antes de iniciar su muy anunciado Chinese Democracy Tour, pero estos shows se suspendieron por la caída de Keith Richards.

## Fechas
| Fecha                    | Ciudad             | País            | Recinto                            |
| Norteamérica             | Norteamérica       | Norteamérica    | Norteamérica                       |
| ------------------------ | ------------------ | --------------- | ---------------------------------- |
| 10 de agosto de 2005     | Toronto            | Canadá          | Phoenix Concert Theatre            |
| 21 de agosto de 2005     | Boston             | Estados Unidos  | Fenway Park                        |
| 23 de agosto de 2005     | Boston             | Estados Unidos  | Fenway Park                        |
| 26 de agosto de 2005     | Hartford           | Estados Unidos  | Rentschler Field                   |
| 28 de agosto de 2005     | Ottawa             | Canadá          | Estadio Frank Clair                |
| 31 de agosto de 2005     | Detroit            | Estados Unidos  | Comerica Park                      |
| 3 de septiembre de 2005  | Moncton            | Canadá          | Magnetic Hill                      |
| 6 de septiembre de 2005  | St. Paul           | Estados Unidos  | Xcel Energy Center                 |
| 8 de septiembre de 2005  | Milwaukee          | Estados Unidos  | Bradley Center                     |
| 10 de septiembre de 2005 | Chicago            | Estados Unidos  | Soldier Field                      |
| 13 de septiembre de 2005 | Nueva York         | Estados Unidos  | Madison Square Garden              |
| 15 de septiembre de 2005 | East Rutherford    | Estados Unidos  | Giants Stadium                     |
| 17 de septiembre de 2005 | Albany             | Estados Unidos  | Pepsi Arena                        |
| 24 de septiembre de 2005 | Columbus           | Estados Unidos  | Nationwide Arena                   |
| 26 de septiembre de 2005 | Toronto            | Canadá          | Rogers Centre                      |
| 28 de septiembre de 2005 | Pittsburgh         | Estados Unidos  | PNC Park                           |
| 1 de octubre de 2005     | Hershey            | Estados Unidos  | Hersheypark Stadium                |
| 3 de octubre de 2005     | Washington         | Estados Unidos  | MCI Center                         |
| 6 de octubre de 2005     | Charlotte          | Estados Unidos  | Scott Stadium                      |
| 8 de octubre de 2005     | Durham             | Estados Unidos  | Wallace Wade Stadium               |
| 10 de octubre de 2005    | Filadelfia         | Estados Unidos  | Wachovia Center                    |
| 12 de octubre de 2005    | Filadelfia         | Estados Unidos  | Wachovia Center                    |
| 15 de octubre de 2005    | Atlanta            | Estados Unidos  | Philips Arena                      |
| 17 de octubre de 2005    | Miami              | Estados Unidos  | AmericanAirlines Arena             |
| 19 de octubre de 2005    | Tampa              | Estados Unidos  | St. Pete Times Forum               |
| 21 de octubre de 2005    | Charlotte          | Estados Unidos  | Charlotte Bobcats Arena            |
| 28 de octubre de 2005    | Calgary            | Canadá          | Pengrowth Saddledome               |
| 30 de octubre de 2005    | Seattle            | Estados Unidos  | KeyArena                           |
| 1 de noviembre de 2005   | Portland           | Estados Unidos  | Rose Garden                        |
| 4 de noviembre de 2005   | Anaheim            | Estados Unidos  | Angel Stadium of Anaheim           |
| 6 de noviembre de 2005   | Hollywood Bowl     | Estados Unidos  | Los Ángeles                        |
| 8 de noviembre de 2005   | Hollywood Bowl     | Estados Unidos  | Los Ángeles                        |
| 11 de noviembre de 2005  | San Diego          | Estados Unidos  | PETCO Park                         |
| 13 de noviembre de 2005  | San Francisco      | Estados Unidos  | SBC Park                           |
| 15 de noviembre de 2005  | San Francisco      | Estados Unidos  | SBC Park                           |
| 18 de noviembre de 2005  | Las Vegas          | Estados Unidos  | MGM Grand Garden Arena             |
| 20 de noviembre de 2005  | Fresno             | Estados Unidos  | Save Mart Center                   |
| 22 de noviembre de 2005  | Salt Lake City     | Estados Unidos  | Delta Center                       |
| 24 de noviembre de 2005  | Denver             | Estados Unidos  | Pepsi Center                       |
| 27 de noviembre de 2005  | Glendale           | Estados Unidos  | Glendale Arena                     |
| 29 de noviembre de 2005  | Dallas             | Estados Unidos  | American Airlines Center           |
| 1 de diciembre de 2005   | Houston            | Estados Unidos  | Toyota Center                      |
| 3 de diciembre de 2005   | Memphis            | Estados Unidos  | FedExForum                         |
| 10 de enero de 2006      | Montreal           | Canadá          | Centre Bell                        |
| 13 de enero de 2006      | Boston             | Estados Unidos  | TD Banknorth Garden                |
| 15 de enero de 2006      | Boston             | Estados Unidos  | TD Banknorth Garden                |
| 18 de enero de 2006      | Nueva York         | Estados Unidos  | Madison Square Garden              |
| 20 de enero de 2006      | Nueva York         | Estados Unidos  | Madison Square Garden              |
| 23 de enero de 2006      | Chicago            | Estados Unidos  | United Center                      |
| 25 de enero de 2006      | Chicago            | Estados Unidos  | United Center                      |
| 27 de enero de 2006      | St. Louis          | Estados Unidos  | Savvis Center                      |
| 29 de enero de 2006      | Omaha              | Estados Unidos  | Qwest Center                       |
| 1 de febrero de 2006     | Baltimore          | Estados Unidos  | 1st Mariner Arena                  |
| 5 de febrero de 2006     | Detroit            | Estados Unidos  | Ford Field                         |
| 8 de febrero de 2006     | Atlanta            | Estados Unidos  | Philips Arena                      |
| Latinoamérica            |                    |                 |                                    |
| 11 de febrero de 2006    | San Juan           | Puerto Rico     | Coliseo de Puerto Rico             |
| 18 de febrero de 2006    | Río de Janeiro     | Brasil          | Playa de Copacabana                |
| 21 de febrero de 2006    | Buenos Aires       | Argentina       | Estadio Monumental                 |
| 23 de febrero de 2006    | Buenos Aires       | Argentina       | Estadio Monumental                 |
| 26 de febrero de 2006    | Ciudad de México   | México          | Foro Sol                           |
| 1 de marzo de 2006       | Monterrey          | México          | Estadio Universitario              |
| Norteamérica             |                    |                 |                                    |
| 4 de marzo de 2006       | Las Vegas          | Estados Unidos  | MGM Grand Garden Arena             |
| 6 de marzo de 2006       | Inglewood          | Estados Unidos  | The Forum                          |
| 9 de marzo de 2006       | North Little Rock  | Estados Unidos  | Verizon Arena                      |
| 12 de marzo de 2006      | Sunrise            | Estados Unidos  | BankAtlantic Center                |
| 14 de marzo de 2006      | Nueva York         | Estados Unidos  | Radio City Music Hall              |
| Asia                     |                    |                 |                                    |
| 22 de marzo de 2006      | Tokio              | Japón           | Tokyo Dome                         |
| 24 de marzo de 2006      | Tokio              | Japón           | Tokyo Dome                         |
| 29 de marzo de 2006      | Sapporo            | Japón           | Sapporo Dome                       |
| 2 de abril de 2006       | Saitama            | Japón           | Saitama Super Arena                |
| 5 de abril de 2006       | Nagoya             | Japón           | Nagoya Dome                        |
| 8 de abril de 2006       | Shanghái           | China           | Shanghai Grand Stage               |
| Oceanía                  |                    |                 |                                    |
| 11 de abril de 2006      | Sídney             | Australia       | Telstra Stadium                    |
| 13 de abril de 2006      | Melbourne          | Australia       | Rod Laver Arena                    |
| 16 de abril de 2006      | Auckland           | Nueva Zelanda   | Western Springs Stadium            |
| 18 de abril de 2006      | Wellington         | Nueva Zelanda   | Westpac Stadium                    |
| Europa                   |                    |                 |                                    |
| 11 de julio de 2006      | Milán              | Italia          | Stadio Giuseppe Meazza             |
| 14 de julio de 2006      | Viena              | Austria         | Ernst Happel Stadion               |
| 16 de julio de 2006      | Múnich             | Alemania        | Estadio Olímpico de Múnich         |
| 19 de julio de 2006      | Hanóver            | Alemania        | AWD Arena                          |
| 21 de julio de 2006      | Berlín             | Alemania        | Estadio Olímpico de Berlín         |
| 23 de julio de 2006      | Colonia            | Alemania        | Rhein Energie Stadion              |
| 28 de julio de 2006      | París              | Francia         | Stade de France                    |
| 31 de julio de 2006      | Ámsterdam          | Países Bajos    | Ámsterdam Arena                    |
| 3 de agosto de 2006      | Stuttgart          | Alemania        | Gottlieb-Daimler-Stadion           |
| 5 de agosto de 2006      | Zúrich             | Suiza           | Dübendorf Airfield                 |
| 8 de agosto de 2006      | Niza               | Francia         | Palais Nikaia                      |
| 12 de agosto de 2006     | Oporto             | Portugal        | Estádio do Dragão                  |
| 20 de agosto de 2006     | Londres            | Inglaterra      | Twickenham Stadium                 |
| 22 de agosto de 2006     | Londres            | Inglaterra      | Twickenham Stadium                 |
| 25 de agosto de 2006     | Glasgow            | Inglaterra      | Hampden Park                       |
| 27 de agosto de 2006     | Sheffield          | Inglaterra      | Don Valley Stadium                 |
| 29 de agosto de 2006     | Cardiff            | Inglaterra      | Millennium Stadium                 |
| 1 de septiembre de 2006  | Bergen             | Noruega         | Koengen                            |
| 3 de septiembre de 2006  | Horsens            | Dinamarca       | Forum Horsens Stadion              |
| Norteamérica             |                    |                 |                                    |
| 20 de septiembre de 2006 | Foxborough         | Estados Unidos  | Gillette Stadium                   |
| 23 de septiembre de 2006 | Hallifax           | Canadá          | Halifax Common                     |
| 27 de septiembre de 2006 | East Rutherford    | Estados Unidos  | Giants Stadium                     |
| 29 de septiembre de 2006 | Louisville         | Estados Unidos  | Churchill Downs                    |
| 1 de octubre de 2006     | Wichita            | Estados Unidos  | Cessna Stadium                     |
| 4 de octubre de 2006     | Missoula           | Estados Unidos  | Grizzly Stadium                    |
| 6 de octubre de 2006     | Regina             | Canadá          | Mosaic Stadium at Taylor Field     |
| 8 de octubre de 2006     | Regina             | Canadá          | Mosaic Stadium at Taylor Field     |
| 11 de octubre de 2006    | Chicago            | Estados Unidos  | Soldier Field                      |
| 17 de octubre de 2006    | Seattle            | Estados Unidos  | Qwest Field                        |
| 20 de octubre de 2006    | El Paso            | Estados Unidos  | Sun Bowl Stadium                   |
| 22 de octubre de 2006    | Austin             | Estados Unidos  | Zilker Park                        |
| 29 de octubre de 2006    | Nueva York         | Estados Unidos  | Beacon Theatre                     |
| 1 de noviembre de 2006   | Nueva York         | Estados Unidos  | Beacon Theatre                     |
| 6 de noviembre de 2006   | Oakland            | Estados Unidos  | McAfee Coliseum                    |
| 8 de noviembre de 2006   | Glendale           | Estados Unidos  | Cardinals Stadium                  |
| 11 de noviembre de 2006  | Las Vegas          | Estados Unidos  | MGM Grand Garden Arena             |
| 14 de noviembre de 2006  | Boise              | Estados Unidos  | Idaho Center                       |
| 17 de noviembre de 2006  | Atlantic City      | Estados Unidos  | Boardwalk Hall                     |
| 22 de noviembre de 2006  | Los Ángeles        | Estados Unidos  | Dodger Stadium                     |
| 25 de noviembre de 2006  | Vancouver          | Canadá          | BC Place Stadium                   |
| Europa                   |                    |                 |                                    |
| 5 de junio de 2007       | Werchter           | Bélgica         | Werchter Park (festival)           |
| 8 de junio de 2007       | Nimega             | Países Bajos    | Goffert Park (festival)            |
| 10 de junio de 2007      | Isla de Wight      | Inglaterra      | Festival de la Isla de Wight       |
| 13 de junio de 2007      | Fráncfort del Meno | Alemania        | Commerzbank-Arena                  |
| 16 de junio de 2007      | París              | Francia         | Stade de France                    |
| 18 de junio de 2007      | Lyon               | Francia         | Stade Gerland                      |
| 21 de junio de 2007      | Barcelona          | España          | Estadio Olímpico de Montjuic       |
| 23 de junio de 2007      | San Sebastián      | España          | Estadio de Anoeta                  |
| 25 de junio de 2007      | Lisboa             | Portugal        | Estadio José Alvalade XXI          |
| 28 de junio de 2007      | Madrid             | España          | Estadio Vicente Calderón           |
| 30 de junio de 2007      | El Ejido,          | España          | Estadio Municipal de Santo Domingo |
| 6 de julio de 2007       | Roma               | Italia          | Stadio Olimpico                    |
| 9 de julio de 2007       | Budva              | Montenegro      | Jaz Beach                          |
| 14 de julio de 2007      | Belgrado           | Serbia          | Ušće Park                          |
| 17 de julio de 2007      | Bucarest           | Rumania         | Estadio Lia Manoliu                |
| 20 de julio de 2007      | Budapest           | Hungría         | The Puskás Ferenc Stadium          |
| 22 de julio de 2007      | Brno               | República Checa | Outdoor Exhibition Centre          |
| 25 de julio de 2007      | Varsovia           | Polonia         | Służewiec Race Horse Track         |
| 28 de julio de 2007      | San Petersburgo    | Rusia           | Palace Square                      |
| 1 de agosto de 2007      | Helsinki           | Finlandia       | Estadio Olímpico de Helsinki       |
| 3 de agosto de 2007      | Gotemburgo         | Suecia          | Ullevi                             |
| 5 de agosto de 2007      | Copenhague         | Dinamarca       | Idraetsparken                      |
| 8 de agosto de 2007      | Oslo               | Noruega         | Valle Hovin                        |
| 11 de agosto de 2007     | Suiza              | Suiza           | Stade de La Pontaise               |
| 13 de agosto de 2007     | Düsseldorf         | Alemania        | LTU arena                          |
| 15 de agosto de 2007     | Hamburgo           | Alemania        | HSH Nordbank Arena                 |
| 18 de agosto de 2007     | Dublín             | Irlanda         | Slane Castle                       |
| 21 de agosto de 2007     | Londres            | Inglaterra      | The O2                             |
| 23 de agosto de 2007     | Londres            | Inglaterra      | The O2                             |
| 26 de agosto de 2007     | Londres            | Inglaterra      | The O2                             |